# Ель-Аламо (Мадрид)
Ель-Аламо (ісп. El Álamo) — муніципалітет в Іспанії, у складі автономної спільноти Мадрид. Населення — 8079 осіб (2010).
Муніципалітет розташований на відстані близько 31 км на південний захід від Мадрида.
На території муніципалітету розташовані такі населені пункти: (дані про населення за 2010 рік)
- Ель-Аламо: 8045 осіб
- Каміно-де-Батрес: 34 особи

## Демографія
Динаміка населення (INE ):

## Галерея зображень

Розташування муніципалітету у автономній спільноті Мадрид